# Stipe Bralić
Stipe Bralić (Šibenik, 10. lipnja 1973.), hrvatski košarkaški trener.
Izbornik je hrvatskih košarkašica od 2008. do 2013. godine. Prije toga vodio je hrvatsku žensku reprezentaciju do 18.Danas je trener ŽKK Šibenik. 
U karijeri je trenirao šibenski Jolly i košarkašice Gospića, usporedno s vođenjem hrvatske reprezentacije.
S hrvatskim košarkašicama osvojio je brončano odličje na Mediteranskim igrama 2009. u talijanskoj Pescari.